# Korgscher und Steinsdorfer Busch
Der Korgscher und Steinsdorfer Busch ist ein FFH-Gebiet in der Stadt Jessen (Elster) im Landkreis Wittenberg in Sachsen-Anhalt.

## Allgemeines
Das FFH-Gebiet ist circa 212 Hektar groß (beim Bundesamt für Naturschutz ist die Größe nur mit 197 Hektar angegeben). Im Südwesten grenzt es an das FFH-Gebiet „Schweinitzer Fließ“. Es ist durch die Landesverordnung zur Unterschutzstellung der Natura 2000-Gebiete im Land Sachsen-Anhalt (N2000-LVO LSA) seit dem 21. Dezember 2018 rechtlich gesichert. Zuständige untere Naturschutzbehörde ist der Landkreis Wittenberg.

## Beschreibung
Das FFH-Gebiet liegt östlich der Lutherstadt Wittenberg im Süden des Flämings. Es umfasst einen Ausschnitt der Lindaer Heide mit Kiefernforsten, auf rund der Hälfte der Fläche sind aber auch Erlen-Eschenwälder sowie Eichen- und Eichen-Hainbuchenwälder ausgebildet, in die vereinzelt Wiesen eingebettet sind. Die von Eichen geprägten Waldgesellschaften weisen allerdings aufgrund struktureller Defizite und mangelnden Alt- und Totholzanteilen nur einen ungünstigen Erhaltungszustand auf. Die Wiesen werden unter anderem von Rotschwingel und Gewöhnlichem Ruchgras gebildet. In die als Magere Flachland-Mähwiesen ausgebildeten Grünlandflächen wandern Landreitgras, Ackerkratzdistel und Große Brennnessel ein, die ihren Fortbestand gefährden. Stellenweise sind feuchte Staudenfluren ausgebildet.
Das FFH-Gebiet wird im Süden vom Lindaer Graben durchflossen, der bei Kleinkorga in das Schweinitzer Fließ mündet. Das Gebiet ist Teillebensraum für Biber und Fischotter sowie Lebensraum verschiedener Fledermausarten wie Große und Kleine Bartfledermaus, Großer Abendsegler, Rauhautfledermaus, Wasserfledermaus und Zwergfledermaus.
Das FFH-Gebiet grenzt teilweise an landwirtschaftliche Nutzflächen und teilweise an weitere Waldgesellschaften. Es wird von der Bahnstrecke Jüterbog–Röderau sowie kleinflächig von einer zwischen Linda und Steinsdorf verlaufenden Kreisstraße gequert.